# دهستان بیابان
دهستان بیابان، یکی از دهستان‌های بخش مرکزی شهرستان سیریک در استان هرمزگان ایران است. مرکز این دهستان، روستای گونمردی است.

## جمعیت
بر پایه سرشماری عمومی نفوس و مسکن در سال ۱۳۹۵، جمعیت دهستان بیابان برابر با ۱۳٬۵۵۶ نفر بوده است.